# Indigofera quarrei
Indigofera quarrei är en ärtväxtart som beskrevs av Arthur John Cronquist. Indigofera quarrei ingår i släktet indigosläktet, och familjen ärtväxter. Inga underarter finns listade i Catalogue of Life.